# Gyimes borvízforrásai és népi fürdői
A Tatros mentén található völgyekben törnek fel Gyimes sós, kénhidrogénes és szénsavas forrásai. Több gyógyhatású forrásra fürdő is épült a régmúltban.

## Története
A Gyimesekben feltörő források gyógyhatását a helyiek már régóta felismerték és hatékonyan kezelték a különféle betegségeket a jótékony hatású sós, kénhidrogénes (büdös) és szénsavas vizekkel.
A Sötétpataki fürdőnél feltörő kénes és szénsavas források a legismertebbek és leghatékonyabbak. A fürdő a 19. század végén létesült, területén három forrás található. Az egymás mellett feltörő kénhidrogénes és szénsavas forrás vizét a melegfürdő kialakítására használták fel. A kénes forrás fölé épült faépületben kilenc kádas melegfürdő és egy 3X4-es medence működött. A főépület mellett épült kazán- és pompaházba egy patak vize által meghajtott malomkerék pumpálta fel az ásványvizet a kazánba. Az 1940-es években egy csíkszeredai vállalkozó, Kalafás József tulajdonába volt a Sötétpataki fürdő. A rendezett, kellemes környezetű fürdő Csík vidékéről és Moldvából is vonzotta a vendégeket. Vendégház hiányában a távolabbi vidékekről érkezőket a település lakói szállásolták el. Az államosítás után a fürdő a helyi néptanács tulajdonába került, amely rendszeresen működtette azt az 1989-es rendszerváltásig. Az 1990-es évek elején magántulajdonba került fürdőt többször eladták. A jelenlegi tulajdonos a kezdeti felújítások, befektetések ellenére nem működteti a Sötétpataki fürdőt, mely napjainkban leromlott, használhatatlan állapotban található.
1994-től borvíztöltöde működik a területen található harmadik szénsavas forrásnál. Az ivóvízként használt forrás vizét egy helyi vállalkozó „A hegyek varázsa” néven tölti és forgalmazza.
Barackospataka jobb oldali mellékvölgyében, a Muhos-patakban feltörő borvízforrásnál található a Muhospataki-fürdő, mely az 1960-70-es években egy kis épületben, két káddal működött. A leromlott, használhatatlan fürdőt 2012-ben felújította és családi vállalkozásként működteti egy helyi lakós és fia.
A megújult Muhospataki-fürdő egykádas és kétkádas fürdőhelyiséggel, valamint egy családi kádas fürdővel áll a vendégek rendelkezésére. Nyári időszakban a vendégek a nagyobb méretű szabadtéri medencét, illetve a gyerekek számára kialakított kisebb, kör alakú melegvizes medencét használhatják.
A Damuk-patak felső folyása mentén található Farkaspalló határában kis népi fürdő várja a kezelésre szorulókat. Az Erzsébet-fürdő két melegvizes káddal működik, harminc vendég elszállásolására van lehetőség.
A Borospatakán feltörő kénhidrogénes forrásnál régebb kezdetleges népi fürdő működött, ma már leromlott, elhanyagolt állapotban van. A Gyimeseskben ismertek még az Antalokpataki borvíz, a Csutura szádai büdösvíz, valamint a Bartopataki és a Tarhavasi sósforrások.

## Jellegzetessége
A gyimesi szénsavas ásványvizek közül a sötétpataki volt vegyelemezve. „A hegyek varázsa” néven forgalmazott ásványvíz kalcium-magnézium-hidrogénkarbonátos típusú.

## Gyógyhatása
A Sötétpataki fürdő főleg reumás és idegmegbetegedések, valamint női bajok kezelésére ajánlott. A Muhospataki fürdő vize mozgásszervi, allergiás-, légúti és krónikus bőrbetegségek kezelésében hatékony. Az Erzsébet-fürdő kénes vize ér-és idegrendszeri betegségek kezelésére jó.

## Külső hivatkozások
Archiválva 2016. március 26-i dátummal a Wayback Machine-ben